# Plainview (Kalifornija)
Plainview je naseljeno područje za statističke svrhe u američkoj saveznoj državi Kalifornija. Prema popisu stanovništva iz 2010. u njemu je živjelo 945 stanovnika.